# Lucilio Vanini
 Der er for få eller ingen kildehenvisninger i denne artikel, hvilket er et problem. Du kan hjælpe ved at angive troværdige kilder til de påstande, som fremføres i artiklen.

Lucilio Vanini (eller som han selv kaldte sig Julius Cæsar, født 1585 i Taurisano ved Lecce, død 9. februar 1619 i Toulouse) var en italiensk filosof.
Vanini førte en omflakkende tilværelse, disputerede og holdt forelæsninger forskellige steder, indtil han blev brændt som kætter. Af hans værker kendes kun Amphitheatrum æternæ providentiæ (1615) og De admirandi naturæ arcanis (1616). Det første har form af en gendriven af ældre filosofi, medens han i det andet uforbeholdent fremsætter sine anskuelser om materiens evighed, himlens og jordens ensartethed og lignende, der viser, at han tilhørte den retning inden for renæssancens naturfilosofi, der hyldede den averroistiske fortolkning af Aristoteles og navnlig benægtede den enkelte sjæls udødelighed; han må således regnes til den kreds af filosoffer, som forbereder den af Telesio og Bruno bestemte panteisme. Det første af de nævnte værker slutter med den berømte ode til guddommen, der tilligemed hans barbariske død mest har gjort hans navn bekendt, medens han som tænker ikke kan kaldes betydelig.